# Đông Quang, Ba Vì
Đông Quang là một xã thuộc huyện Ba Vì, thành phố Hà Nội, Việt Nam.
Xã Đông Quang có diện tích 3,83 km², dân số năm 1999 là 4170 người, mật độ dân số đạt 1089 người/km². Xã Đông Quang có 03 làng: Cao Cương, Quang Húc và Đông Viên. Xã có trường THCS đạt chuẩn quốc gia. Xã Đông Quang tiếp giáp với các xã Chu Minh, Cam Thượng, Tiên Phong. Xã Đông Quang nằm trên trục đường quốc lộ 32 nối Hà Nội và một số tỉnh phía Tây Bắc Bộ;